# Садлово (Західнопоморське воєводство)
Садлово (пол. Sadłowo, нім. Zadelow) — село в Польщі, у гміні Сухань Старгардського повіту Західнопоморського воєводства.
Населення — 230 осіб (2011).
У 1975-1998 роках село належало до Щецинського воєводства.

## Демографія
Демографічна структура станом на 31 березня 2011 року:
|          | Загалом | Допрацездатний вік | Працездатний вік | Постпрацездатний вік |
| -------- | ------- | ------------------ | ---------------- | -------------------- |
| Чоловіки | 109     | 25                 | 78               | 6                    |
| Жінки    | 121     | 23                 | 71               | 27                   |
| Разом    | 230     | 48                 | 149              | 33                   |